# Mark Häberlein
Mark Häberlein (* 12. April 1966 in Stillwater, Oklahoma, USA) ist ein deutscher Historiker, der sich insbesondere mit der Geschichte der Frühen Neuzeit beschäftigt. Seit 2004 ist er Inhaber des Lehrstuhls für Neuere Geschichte unter Einbeziehung der Landesgeschichte an der Universität Bamberg.

## Familie und Ausbildung
Von 1985 bis 1987 studierte er an der Universität Augsburg Neuere Geschichte, Amerikanistik und Politikwissenschaft. Ab 1987 setzte er sein Studium an der Michigan State University in East Lansing fort, wo er 1988 den akademischen Grad des Masters erlangte. Im Jahre 1991 wurde er an der Universität Augsburg mit einer Arbeit zur badischen Auswanderung nach Pennsylvania im 18. Jahrhundert promoviert. Seine Habilitation erfolgte 1996 an der Universität Freiburg mit einer Arbeit zur Augsburger Kaufmannschaft im 16. Jahrhundert.
Häberlein lebt in Bamberg und ist mit der Historikerin Michaela Schmölz-Häberlein verheiratet. Das Paar hat zwei Kinder.

## Beruflicher Werdegang
Von 1991 bis 2001 war Häberlein als wissenschaftlicher Assistent, ab 1997 als Oberassistent am Historischen Seminar der Universität Freiburg im Breisgau tätig, wo er 2001 zum außerplanmäßigen Professor ernannt wurde. In den Jahren 1999 und 2000 arbeitete er zudem im Rahmen eines Stipendiums der Alexander von Humboldt-Stiftung an der Pennsylvania State University. Im Jahr 2001 erhielt er ein Heisenberg-Stipendium der Deutschen Forschungsgemeinschaft. 2004 wurde er auf den Lehrstuhls für Neuere Geschichte unter Einbeziehung der Landesgeschichte an der Otto-Friedrich-Universität Bamberg berufen.

## Forschung
Seine Forschungsschwerpunkte sind unter anderem die Geschichte der Städte Augsburg, Bamberg und Nürnberg, frühneuzeitliche Wirtschaftsgeschichte und Handelsnetzwerke, besonders die Geschichte der Fugger und Welser, sowie die atlantische Geschichte der Frühen Neuzeit. Er legte 2006 und damit erstmals wieder seit der Darstellung von Götz Freiherr von Pölnitz aus dem Jahr 1959 eine Geschichte der Familie Fugger von 1367 bis 1650 vor.

## Funktionen
Gemeinsam mit den Kollegen Helmut Glück und Konrad Schröder gründete Häberlein am 25. September 2013 in Augsburg die „Matthias-Kramer-Gesellschaft für die Erforschung der Geschichte des Fremdsprachenerwerbs und der Mehrsprachigkeit“ und ist seither deren Gründungsvorsitzender.
Zugleich ist er Erster Vorsitzender der Gesellschaft für Globalgeschichte e. V. (vormals Gesellschaft für Überseegeschichte e. V.)
Von 2001 bis 2012 war der Historiker auch Mitbegründer und -organisator des Irseer Arbeitskreises für vorindustrielle Wirtschafts- und Sozialgeschichte.

## Mitgliedschaften in Akademien und Auszeichnungen
Zum Zeitpunkt seiner Habilitation war Häberlein unter 33 Jahren alt. Ihm wurde unter anderem deshalb als einzigem deutschen Historiker der Gerhard-Hess-Preis verliehen.
2022 wurde er zum Mitglied der Academia Europaea gewählt.

## Schriften (Auswahl)
- Vom Oberrhein zum Susquehanna. Studien zur badischen Auswanderung nach Pennsylvania im 18. Jahrhundert (= Veröffentlichungen der Kommission für geschichtliche Landeskunde in Baden-Württemberg. Reihe B: Forschungen. 129). Kohlhammer, Stuttgart 1993, ISBN 3-17-012699-7 (Zugleich: Augsburg, Universität, Dissertation, 1990/1991).
- mit Michaela Schmölz-Häberlein: Die Erben der Welser. Der Karibikhandel der Augsburger Firma Obwexer im Zeitalter der Revolutionen (= Veröffentlichungen der Schwäbische Forschungsgemeinschaft bei der Kommission für Bayerische Landesgeschichte. Reihe 1: Studien zur Geschichte des bayerischen Schwabens. 21). Wißner, Würzburg 1995, ISBN 3-928898-80-9.
- Brüder, Freunde und Betrüger. Soziale Beziehungen, Normen und Konflikte in der Augsburger Kaufmannschaft um die Mitte des 16. Jahrhunderts (= Colloquia Augustana. 9). Akademie-Verlag, Berlin 1998, ISBN 3-05-003187-5 (Zugleich: Freiburg (Breisgau), Universität, Habilitations-Schrift, 1996).
- Waldkirch in der Revolution von 1848/49. Aufruhr und Repression in einer badischen Kleinstadt (= Beiträge zur neueren Waldkircher Stadtgeschichte. 7). Stadt Waldkirch, Waldkirch 1998, ISBN 3-9805342-1-9.
- Die Fugger. Geschichte einer Augsburger Familie. (1367–1650). 2. erw. u. aktualisierte Auflage. Kohlhammer, Stuttgart 2024, ISBN 978-3-17-042450-0 (In englischer Sprache: The Fuggers of Augsburg. Pursuing Wealth and Honor in Renaissance Germany. University of Virginia Press, Charlottesville VA 2012, ISBN 978-0-8139-3244-6).
- mit Philipp Gassert und Michael Wala: Kleine Geschichte der USA. Reclam, Stuttgart 2007, ISBN 978-3-15-010629-7.
- mit Johannes Staudenmaier und Kerstin Kech (Hrsg.): Bamberg in der Frühen Neuzeit. Neue Beiträge zur Geschichte von Stadt und Hochstift (= Bamberger Historische Studien. 1). Bamberg 2008.
- The Practice of Pluralism. Congregational Life and Religious Diversity in Lancaster, Pennsylvania, 1730–1820. Pennsylvania State University Press, University Park PA 2009, ISBN 978-0-271-03521-5.
- mit Magdalena Bayreuther: Agent und Ambassador. Der Kaufmann Anton Meuting als Vermittler zwischen Bayern und Spanien im Zeitalter Philipps II. (= Documenta Augustana. 23). Wißner, Augsburg 2013, ISBN 978-3-89639-921-2.
- mit Helmut Glück und Konrad Schröder: Mehrsprachigkeit in der Frühen Neuzeit. Die Reichsstädte Augsburg und Nürnberg vom 15. bis ins frühe 19. Jahrhundert (= Fremdsprachen in Geschichte und Gegenwart. 10). Harrassowitz, Wiesbaden 2013, ISBN 978-3-447-06965-6.
- mit Michaela Schmölz-Häberlein: Adalbert Friedrich Marcus (1753–1816). Ein Bamberger Arzt zwischen aufgeklärten Reformen und romantischer Medizin (= Stadt und Region in der Vormoderne. 5). Ergon, Würzburg 2016, ISBN 978-3-95650-134-0.
- mit Michaela Schmölz-Häberlein: Die medizinische Bibliothek des Adalbert Friedrich Marcus. Privater Buchbesitz und ärztliches Wissen in Bamberg um 1800 (= Bamberger Historische Studien. 15). University of Bamberg Press, Bamberg 2016, ISBN 978-3-86309-429-4.
- Aufbruch ins globale Zeitalter. Die Handelswelt der Fugger und Welser. Theiss, Darmstadt 2016, ISBN 978-3-8062-3342-1.
- Die Marokkaner in Wien. Interkulturelle Diplomatie und städtische Öffentlichkeit im Zeitalter Josephs II. (= Beiträge zur Globalgeschichte. Bd. 2). Steiner, Stuttgart 2024, ISBN 978-3-515-13637-2.